# Crematogaster apicalis
Crematogaster apicalis är en myrart som beskrevs av Motschoulsky 1878. Crematogaster apicalis ingår i släktet Crematogaster och familjen myror. Inga underarter finns listade i Catalogue of Life.